# Eunogyra picus
Eunogyra picus är en fjärilsart som beskrevs av Adalbert Seitz 1913. Eunogyra picus ingår i släktet Eunogyra och familjen Riodinidae. Inga underarter finns listade i Catalogue of Life.